# 黒部郵便局
黒部郵便局（くろべゆうびんきょく）は富山県黒部市にある郵便局。民営化前の分類では集配普通郵便局であった。

## 概要
- 住所：〒938-8799 富山県黒部市三日市3993
- 敷地面積：約3,000m2[1]
- 延床面積：約1,920m2[1]
- 鉄筋コンクリート造一部2階建て[1]

## 沿革

1964年（昭和39年）頃の黒部郵便局局舎

1962年（昭和37年）3月30日開局の黒部電報電話局

- 1872年8月4日（明治5年7月1日） - 三日市（みっかいち）郵便取扱所として開設される[2][3]。
- 1875年（明治8年）1月1日 - 三日市郵便局（五等）となる[2]。
- 1881年（明治14年）7月 - 四等郵便局となる[2]。
- 1885年（明治18年）6月16日 - 貯金の取扱を開始する[3]。
- 1886年（明治19年）4月26日 - 三等郵便局となる[2]。
- 1890年（明治23年）10月16日 - 為替の取扱を開始する[4]。ただし小為替振出事務を取扱わない[4]。
- 1892年（明治25年）6月1日 - 小為替振出事務の取扱を開始する[5]。
- 1896年（明治29年）11月16日 - 小包郵便の取扱を開始する[6]。
- 1897年（明治30年）2月21日 - 三日市郵便電信局（三等）となり、電信の取扱を開始する[7][3]。
- 1903年（明治36年）4月1日 - 通信官署官制の施行に伴い三日市郵便局（三等）となる[2]。
- 1911年（明治44年）9月16日 - 電話通話事務を開始する[8]。
- 1920年（大正9年）7月16日 - 電話交換業務を開始する[9]。
- 1932年（昭和7年）11月 - 局舎が椚町から大町へ移転[10]。
- 1940年（昭和15年）5月1日 - 桜井郵便局に改称する[11]。
- 1941年（昭和16年）2月1日 - 通信官署官制改正により等級制を廃止する[12]。
- 1954年（昭和29年）7月1日 - 黒部郵便局に改称する[13]。
- 1957年（昭和32年）11月16日 - 特定郵便局から普通郵便局に局種別を改定する[14]。同年、近代的な局舎が竣工[15]。
- 1958年（昭和33年）6月1日 - 東布施簡易郵便局及び若栗簡易郵便局における一部業務の廃止に伴い、その取扱事務を承継する[16]。
- 1961年（昭和36年）7月31日 - 同日限りを以て生地郵便局における集配事務を廃止し、爾後その事務を承継する[17]。また、同年7月中に寺町の局舎への移転が完了[18]。
- 1962年（昭和37年）3月30日 - 電話交換、和文電報配達、国内欧文電報受付・配達及び国際電報受付・配達の各業務を、黒部電報電話局に移管する[19]。
- 1985年（昭和60年）
  - 11月13日 - 局舎新築を記念し同日より同月24日まで小型記念通信日附印を使用する[20]。
  - 11月18日 - 新局舎での営業開始[1]。旧郵便局跡地は1994年までに『フォーレモリ』に建て替えられた[21]他、旧郵便局近くには近くの商業施設（黒部ショッピングセンター メルシー）の利用客等の利便を図るため、黒部三日市郵便局が新設された[22]。
- 1992年（平成4年）8月3日 - 外国通貨の両替および旅行小切手の売買に関する業務取扱を開始する[23]。
- 2006年（平成18年）10月16日 - 舟見郵便局から集配業務の一部[24]を移管[25]。
- 2007年（平成19年）10月1日 - 民営化に伴い、併設された郵便事業黒部支店に一部業務を移管。
- 2011年（平成23年）6月27日 - 郵便事業魚津支店の宇奈月集配センターの業務を承継。
- 2012年（平成24年）10月1日 - 日本郵便株式会社の発足に伴い、郵便事業黒部支店を黒部郵便局に統合。

## 取扱内容
- 郵便、印紙、ゆうパック、内容証明
- 貯金、為替、振替、振込、国際送金、外貨両替、国債、投資信託
- 生命保険、バイク自賠責保険、自動車保険、がん保険、引受条件緩和型医療保険
- ゆうちょ銀行ATM
- 黒部市内の集配業務
- ゆうゆう窓口

## 周辺
- 黒部市立図書館
- 黒部商工会議所
- 黒部市国際文化センターコラーレ
- 高橋川
- YKKパッシブタウン

## アクセス
- 富山地方鉄道本線 電鉄黒部駅から北へ約700m（徒歩約8分）、あいの風とやま鉄道線 黒部駅から北東へ約1.8km（徒歩約20分）
- 北陸自動車道 黒部ICから南西へ約4km
- 駐車場あり：30台